# Shibam
Shibam (arabo: شبام) è una città dello Yemen nel governatorato dell'Hadramawt, nel sud del Paese. In alcuni periodi storici è stata la capitale del regno dell'Hadramawt.
Shibam deve la sua fama allo specifico stile architettonico che qui si è sviluppato e che ora è posto sotto la protezione del programma di salvaguardia dei Patrimoni dell'umanità dell'UNESCO. Anche se tutte le case di Shibam sono state costruite con mattoni di fango, ci sono circa 500 palazzi che raggiungono l'altezza di 5-9 piani. Le case più vecchie risalgono al XVI secolo anche se il sito è abitato da oltre 2.000 anni.
Per queste sue caratteristiche Shibam è anche chiamata la più vecchia città-grattacielo del mondo, o la Manhattan del deserto.

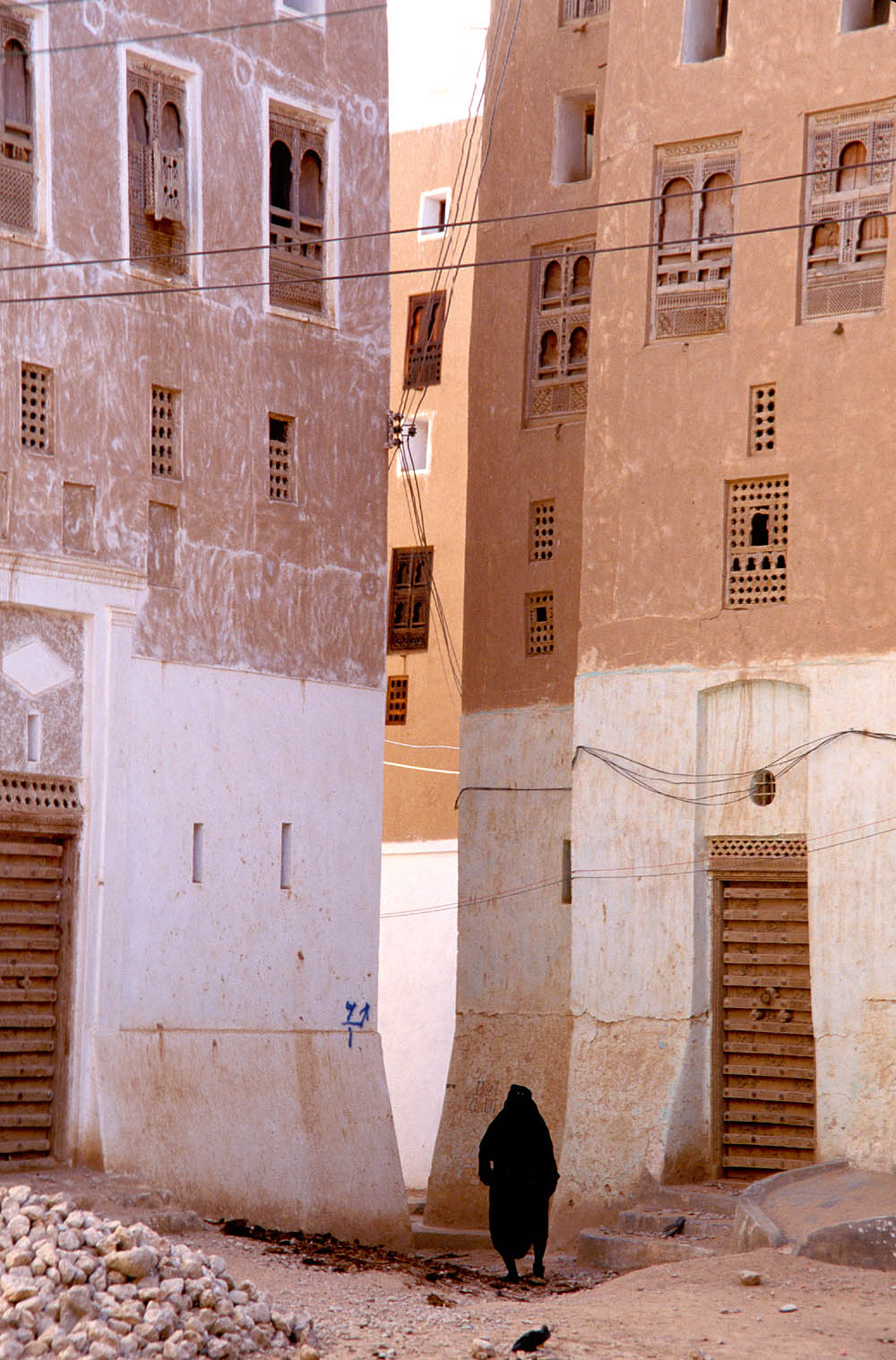
Costruzioni cittadine con le tradizionali finestre e porte